# Limonen
Limonen (4-izopropenylo-1-metylocykloheksen) – organiczny związek chemiczny z grupy monoterpenów, zawiera jedno centrum chiralności i co za tym idzie, występuje w formie dwóch enancjomerów. Odpowiedzialny jest za zapach cytryn, znajduje się głównie w jej skórce.

## Niektóre właściwości
Refrakcja molowa = 45,35±0,3 cm³
Objętość molowa = 163,2±3,0 cm³
Parachora = 368,2±6,0 cm³
Współczynnik załamania światła = 1,467±0,02
Napięcie powierzchniowe = 25,8±3,0 dyna/cm
Przenikalność elektryczna = 2,44±0,1
Polaryzowalność = 17,98±0,5 Å

## Właściwości fizyczno-chemiczne
- Istnieją dwa  enancjomery tego związku: D i L.  Mieszanina racemiczna nazywana jest zwyczajowo dipentenem.
- Zanieczyszczeniami limonenu są głównie inne monoterpeny, takie jak mircen, α–pinen i sabinen
- Ciśnienie par limonenu jest wysokie

## Zastosowanie bezpośrednie
- substytut dla chlorków węglowodorów
- rozpuszczalnik
- środek odtłuszczający powierzchnie metalowe przed obróbką przemysłową (stężenie 30 – 100% limonenu)
- środek czyszczący w przemyśle elektronicznym (stężenie 50 – 100% limonenu) i drukarskim (stężenie 50 – 100% limonenu)
- rozpuszczalnik w farbach
- dodatek smakowy i aromatyczny do żywności w przemyśle spożywczym
- komponent zapachowy w produktach do czyszczenia gospodarstwa domowego (detergenty, odświeżacze powietrza), perfumach i kosmetykach( stężenie 0,005 – 2%)

## Źródła występowania, interakcje z otoczeniem

### Atmosfera i powietrze
W atmosferze limonen i inne monoterpeny reagują łatwo z powstałymi w wyniku reakcji fotochemicznych rodnikami oraz ozonem. Utlenione formy limonenu i innych monoterpenów przyczyniają się do tworzenia aerozolu i formowania smogu fotochemicznego.
Poziom limonenu i innych monoterpenów w powietrzu zmienia się znacznie, koncentracja limonenu w powietrzu w wiejskich obszarach zależy od wielu czynników takich jak: typ wegetacji, temperatury, pory dnia i pory roku. Biogeniczna emisja monoterpenów, czyli z żywych roślin i podczas ich rozkładu, jest znacznie większa latem, zaś mniejsza późną jesienią. Limonen w powietrzu w obszarach leśnych Europy, Ameryki i Rosji charakteryzuje się koncentracją na poziomie:
- od 1.6 × 10 -4 do 2.2 ppb (0,9 µ g/m3 do 12,2 µ g/m3)
- typowa koncentracja wynosi od 0,1 do 0,2 ppb (0,6-1,1 µg/m3)

W obszarach miejskich i podmiejskich Europy, Ameryki i Rosji:
- limonen został wykryty nawet na poziomie  5,7 ppb  (31,7 µg/m3)
- typowy poziom limonenu w powietrzu wynosi od  0,1 do 2 ppb (od 0,6 do 11,1 µg/m3).

### Woda i ziemia
W ziemi limonen charakteryzuje się małą mobilnością.
W środowisku wodnym ulega sedymentacji i adsorpcji do osadu. Wykazuje wysoką toksyczność wobec ryb. Koncentracja limonenu na powierzchni wody jest zazwyczaj dużo mniejsza niż doświadczalnie wyznaczony poziom toksyczności, dlatego więc jest wysoce prawdopodobne, iż limonen stanowi niewielkie ryzyko jako czynnik toksyczny wobec organizmów wodnych.
Limonen jest odporny na hydrolizę. Biodegradacja przebiega w tlenowych warunkach, nie zachodzi w warunkach beztlenowych.

## Ekspozycja na limonen u ludzi
Limonen pobierany jest z otoczenia głównie za pośrednictwem spożywanej żywności, ponieważ występuje on naturalnie w owocach cytrusowych oraz jest powszechnie stosowany jako środek  smakowy i aromatyczny w technologii żywności. Limonen dostarczany jest również do organizmu ludzkiego w wyniku wziewnej inhalacji powietrza, w którym limonen znajduje się w postaci aerozolu. Koncentracja limonenu wewnątrz pomieszczeń według różnych źródeł zawiera się w przedziale od 1,6 do 480 µg/m3. Zaobserwowano, iż poziom limonenu był wyższy w porze zimowej, czego wyjaśnieniem jest mniejsza wentylacja pomieszczeń.
Ogólny poziom inhalacji limonenu ze środowiska zewnętrznego jak i z pomieszczeń zamkniętych wynosi od 0,1 do 10 µg/kg masy ciała/dzień. Ekspozycja skóry na limonen ma miejsce głównie za pośrednictwem środków czystości i odświeżaczy powietrza. Dane na temat zawartości limonenu w wodzie pitnej i napojach są mniej znaczące ze względu na małą rozpuszczalność limonenu w wodzie. Adsorpcja D-limonenu przez skórę jest prawdopodobnie znacznie mniejsza w porównaniu z adsorpcją przez inhalację.

## Działanie alergizujące
Limonen stanowi czynnik drażniący dla skóry, zarówno w doświadczeniach na ludziach jak i na zwierzętach stwierdzono, iż D-limonen jest czynnikiem drażniącym  wobec oczu. Doświadczenia na świnkach morskich dowodzą, iż utleniona forma limonenu, nie zaś sam  D–limonen, powoduje skórny odczyn alergiczny. Ponieważ D– i L–limonen są enancjomerami, stwierdzenie to może być prawdziwe zarówno dla D–limonenu jak i dla dipentenu. Sposób postępowania, czystość substancji chemicznej i dodatek przeciwutleniaczy, może mieć zatem decydujący wpływ na właściwości alergiczne limonenu.
D–limonen był wielokrotnie rozważany jako skórny czynnik drażniący w wielu badaniach in vivo na zwierzętach świnkach morskich i królikach. W przypadku badań na królikach D–limonen spowodował podrażnienie oczu.
U zwierząt krytycznym organem, po doustnym jak i wewnętrznym zaaplikowaniu na powierzchnie komórek jest wątroba. Podczas doświadczeń zwierzęta zostały wystawione na bezpośrednią inhalację limonenu w postaci aerozolu. Ekspozycja na limonen powoduje znaczne oddziaływanie na aktywność różnych enzymów wątroby, wagę wątroby, poziom cholesterolu  i poziom strumienia żółci. W przypadku osobników męskich szczurów, ekspozycja na limonen powoduje uszkodzenie nerek i zmiany nowotworowe nerek w postaci guzów.
Badania te nie są brane pod uwagę w szacowaniu zagrożenia chorobami nerek dla zdrowia ludzkiego.
D–limonen został przebadany podczas krótkoterminowych testów in vitro, w których nie stwierdzono toksycznego działania na ludzkie komórki. Nie ma dowodów na to, iż limonen wykazuje działanie teratogenne i embriotoksyczne.
W 6 europejskich klinikach dermatologicznych zbadano działanie uczulające obydwu enancjomerów to jest D- i L-limonenu. Testy uczulające przeprowadzono na grupie 2411 osób z zapaleniem skóry. Stwierdzono, iż:
- 63 z 2411 testowanych pacjentów zareagowało na jedną lub dwie utlenione formy limonenu
- 2,3% osób zareagowało na utleniony D-limonen i 2,0% na utleniony L-limonen
- w 57% przypadków, stwierdzono równocenne reakcje dla obu utlenionych form limonenu

Badania te dostarczyły kolejnych klinicznych dowodów na właściwości uczulające i drażniące obydwu utlenionych form limonenu.
Badano także wpływ produktów utlenienia limonenu. Metodologia badań polegała na aplikacji skórnej produktów oksydacji limonenu na 2273 pacjentach (1519 – kobiet, 754 – mężczyzn) w 4 klinikach dermatologicznych  w Europie: Sztokholm, Leuven, Lizbona i Sewilla,  w latach od 1997 do 1999. W tym celu mieszaninę zawierającą D-limonen, 96,0%; α-pinen, 0,5%; sabinen, 0,2%; mircen, 2,7%; andlinalol, 0,4% (suma 99,8%) poddano procesowi oksydacji symulującej warunki przechowywania i magazynowania przez 10 tygodni (pozostało nieprzereagowane 40% limonenu).
W wyniku badań stwierdzono, iż:
- pozytywną reakcję na produkty oksydacji limonenu wykazało 3,8–3,9% pacjentów drugiej i pierwszej kliniki
- 6,5% pacjentów miało pozytywną reakcję w trzeciej klinice
- 0,3% w czwartej
- ogółem 57% pacjentów nie wykazało pozytywnej reakcji na mieszaninę testową lub balsam Peru.

Dane te dostarczyły klinicznych dowodów na zaklasyfikowanie D-limonenu jako środka uczulającego skórę, ze względu na produkty oksydacji powstające w  kontakcie z powietrzem.
Pacjenci, u których stwierdzono pozytywną reakcję na produkty oksydacji limonenu, zostali poddani testowi na czysty limonen. Nie zaobserwowano reakcji. Zostało zatem udowodnione, że najważniejszym alergenem jest epoksyd limonenu, który powoduje pozytywną reakcję około 60% pacjentów. Warunki przechowywania, zastosowanie oraz czas kontaktu z powietrzem mają znaczny wpływ na bezpieczeństwo używania środków zawierających limonen.

## Kinetyka metabolizmu u zwierząt i ludzi
Limonen ma wysoki współczynnik podziału między krwią a powietrzem (λ krew/powietrze = 42) i jest łatwo wchłaniany do krwi przez dziąsła. Doustnie zaaplikowany limonen  jest gwałtownie i prawie natychmiast, całkowicie wchłaniany z układu pokarmowego człowieka jak i zwierząt. D–limonen jest gwałtownie dystrybuowany do różnych tkanek organizmu ciała i jest łatwo metabolizowany.
Wysoki współczynnik podziału olej/krew i długi okres półtrwania podczas fazy eliminacji sugeruje wysokie powinowactwo wobec tkanek tłuszczowych. U szczurów doustnie zaaplikowany limonen znakowany izotopem 14C najszybciej został stwierdzony w wątrobie, nerkach i krwi.
U ludzi około 25–30% ustnej dawki D-limonenu została znaleziona w moczu jako D–limonen-8,9–diol (prawdopodobnie jest utworzony z D–limoneno-8,9–epoksydu) i jego glukuronid, około 11% zostało wydalone w postaci kwasu 4-(1-metyloetenylo)-1-cykloheksenowego. Inne poznane ścieżki metabolizmu limonenu obejmują hydroksylację pierścienia i utlenienie grupy metylowej.